# John Ross Bowie
Pour les articles homonymes, voir Bowie.
John Ross Bowie, né le 30 mai 1971 à New York, est un acteur américain principalement connu pour le rôle de Barry Kripke dans The Big Bang Theory.

## Filmographie

### Scénariste
- 2008 : Super Bizz (2 épisodes)
- 2013 : Dark Minions

### Acteur

#### Cinéma
- 2000 : Banal to the Bone: Portrait of an Artist : Ewan Piggott-Smith
- 2000 : Road Trip de Todd Phillips : Walter
- 2004 : Blackballed: The Bobby Dukes Story : Daniel Benjamin
- 2004 : Que sait-on vraiment de la réalité !? (What the Bleep Do We Know!?) de William Arntz (en) : Elliot
- 2005 : Life on the Party : Bert
- 2006 : What the Bleep!?: Down the Rabbit Hole : Elliot
- 2006 : The Great Sketch Experiment de John Landis : Horowitz
- 2006 : Super Noël 3 : Méga Givré de Michael Lembeck : Rory
- 2007 : À la recherche de l'homme parfait de Michael Lehmann : le gars qui mange
- 2007 : Wild Girls Gone de John Ennis : le prêtre
- 2008 : Sex Drive de Sean Anders : Dr Clark Teddescoe
- 2009 : Ce que pensent les hommes de Ken Kwapis : Dan le Wiccan
- 2011 : Fully Loaded de Shira Piven (en) : Richard
- 2011 : Movie Poster Contract de Ryan Perez : le manager de Steve
- 2013 : Les Flingueuses (The Heat) : Agent FBI
- 2013 : Dealing de Matthew Huffman : Oppenhiemer
- 2013 : Waking de Ben Shelton : le mec dans le van
- 2013 : iSteve : John Sculley
- 2019 : Jumanji: Next Level de Jake Kasdan : le porte-parole de Jürgen le brutal

#### Télévision
- 1999-2000 : Upright Citizens Brigade : Plusieurs personnages (3 épisodes)
- 2003 : Adam Sullivan : Walter Berman (8 épisodes)
- 2004 : Happy Family : CocoNate (1 épisode)
- 2004 : Le Monde de Joan : M. Campbell (1 épisode)
- 2004 : Les Experts : Manhattan : Lester Jayne (1 épisode)
- 2004 : Charmed : Marcus (1 épisode)
- 2004 : Kevin Hill : Wayne Ellis (1 épisode)
- 2005 : Las Vegas : Adam Clemo (1 épisode)
- 2005 : Arrested Development : l'employé du SPA (1 épisode)
- 2005 : Nadine in Date Land : Bob
- 2005-2008 : Reno 911, n'appelez pas ! : Plusieurs personnages (4 épisodes)
- 2006 : Psych : Enquêteur malgré lui : George Cheslow (Saison 1 épisode 6)
- 2007 : Heroes : un avocat (1 épisode)
- 2007 : Les Experts (saison 8, épisode 2) : Peter Ellis
- 2008 : Monk : Tom Donovan (1 épisode)
- 2008 : Super Bizz : Integritone 2 (2 épisodes)
- 2008 : Worst Week : Pour le meilleur… et pour le pire ! : Rob (1 épisode)
- 2009 : Trust Me (en) (1 épisode)
- 2009 : The Smallest Co%k in Porn
- 2009 : Les Griffin (1 épisode)
- 2009 : Larry et son nombril : John Fowler (1 épisode)
- 2009 : Glee : Dennis (1 épisode)
- 2009-2019 : The Big Bang Theory : Barry Kripke (25 épisodes)
- 2010 : Brostitude
- 2010 : Tight
- 2010 : Bonne chance Charlie : Walter (1 épisode)
- 2010 : Party Down : Stuart (1 épisode)
- 2010 : The Glades : Joe Thomas (1 épisode)
- 2010 : Weeds (1 épisode)
- 2010 : Melissa and Joey : Lewis Scanlon (1 épisode)
- 2011 : The Glee Project : le photographe (1 épisode)
- 2011 : Georgia dans tous ses états : Dr Max von Sydow (6 épisodes)
- 2011 : Burn Notice : Paul (1 épisode)
- 2011 : Bones : Lawrence Deighton (Saison 7 Épisode 3)
- 2011 : Childrens Hospital : Max Von Sydow (4 épisodes)
- 2012 : Game Shop : Elrond (1 épisode)
- 2012 : House of Lies : Spalding Winter (1 épisode)
- 2012 : The Exes : Jeff
- 2012 : Happy Endings : Michael (1 épisode)
- 2012 : Sketchy : Doug (1 épisode)
- 2012 : Retired at 35 : Jared (7 épisodes)
- 2012 : The Flipside (2 épisodes)
- 2012 : The League : Dr Pete Wyland (1 épisode)
- 2013 : Whitney : Eddie (1 épisode)
- 2014 : Brooklyn Nine-Nine (Saison 1 épisode 6) : Soeur Steve
- 2013 : Dark Minions : Mel
- 2013 : A Show of Brendan Hines : Jonathan Glatzer
- 2017 : Meurtres au paradis : Erreur sur la personne : Tyler McCarthy (Saison 6 Épisode 7)
- 2021: Feel Good : Scott
- 2022: The Rookie : Le Flic de Los Angeles : Long Shot : Alan (saison 4 épisode 14)
- 2022: Grey's Anatomy : Station 19 : Paul (saison 6 épisode 4)